# Annemarie Moser-Pröll
Pour les articles homonymes, voir Moser.
Annemarie Moser-Pröll, née le 27 mars 1953 à Kleinarl, est une skieuse alpine autrichienne qui possède un des plus beaux palmarès internationaux de son sport, détenant notamment le record féminin de victoires au classement général de la Coupe du monde, avec six « gros globes de cristal » remportés entre 1971 et 1979. Elle comptait déjà 35 victoires sur le circuit international à l'âge de 21 ans, ce qui reste un record de précocité.  Elle s' impose dans toutes les disciplines du ski alpin avant l'arrivée au programme du Super-G, et détient longtemps les records féminins du nombre de victoires en descente (trente-six), et du nombre total avec soixante-deux succès avant d'être dépassée dans les deux cas trois décennies plus tard par Lindsey Vonn.  Annemarie Moser-Pröll achève sa carrière avec le titre olympique de la descente gagné aux Jeux olympiques d'hiver de Lake Placid 1980.

## Biographie
Elle est parmi  les plus grandes skieuses alpines de l'histoire.
Son palmarès est exceptionnel :
- un titre olympique : descente en 1980,
- trois titres de championne du monde : descente en 1974 et descente et combiné en 1978,
- 6 coupes du monde de ski au classement général (record féminin),
- 62 victoires en coupe du monde (record[2] battu le 19 janvier 2015 par Lindsey Vonn lors du super G de Cortina d'Ampezzo, puis par Mikaela Shiffrin  le 28 décembre 2019 lors du géant de Lienz), obtenues dans toutes les disciplines existantes (quatre à l'époque).

Elle s'offrit une année sabbatique en 1976, puis mit un terme à sa carrière en 1980.

## Palmarès

### Jeux olympiques d'hiver
| Épreuve / Édition   | Descente | Slalom géant | Slalom  |
| JO 1972 Sapporo     | Argent   | Argent       | 5e      |
| JO 1980 Lake Placid | Or       | 6e           | Abandon |

### Championnats du monde
| Épreuve / Édition                    | Descente | Slalom géant | Slalom  | Combiné |
| Mondiaux 1970 Val Gardena            | Bronze   | 14e          | 21e     | 6e      |
| JO 1972 Sapporo                      | Argent   | Argent       | 5e      | Or      |
| Mondiaux 1974 Saint-Moritz           | Or       | 4e           | Abandon | —       |
| Mondiaux 1978 Garmisch-Partenkirchen | Or       | Bronze       | 19e     | Or      |
| JO 1980 Lake Placid                  | Or       | 6e           | Abandon | —       |

### Coupe du monde

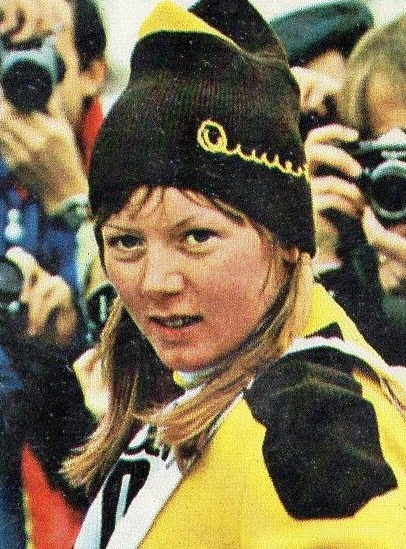
Annemarie Pröll en 1972

- Vainqueur du classement général en 1971, 1972, 1973, 1974, 1975 et 1979
- Vainqueur de la coupe du monde de descente en 1971, 1972, 1973, 1974, 1975, 1978 et 1979
- Vainqueur de la coupe du monde de géant en 1971, 1972 et 1975
- 114 podiums (ancien record, battu par Lindsey Vonn avec 137) dont 62 victoires (36 descentes, 16 géants, 3 slaloms et 7 combinés, record)

#### Différents classements en coupe du monde
| Année/Classement | Année/Classement | Général | Général | Descente | Descente | Géant  | Géant  | Slalom | Slalom | Combiné | Combiné |
| ---------------- | ---------------- | ------- | ------- | -------- | -------- | ------ | ------ | ------ | ------ | ------- | ------- |
| Année/Classement | Année/Classement | Class.  | Points  | Class.   | Points   | Class. | Points | Class. | Points | Class.  | Points  |
| 1969             | 1969             | 16e     | 31      | 5e       | 20       | -      | -      | 15e    | 11     | -       | -       |
| 1970             | 1970             | 6e      | 110     | 8e       | 23       | 3e     | 60     | 14e    | 27     | -       | -       |
| 1971             | 1971             | 1re     | 210     | 1re      | 70       | 1re    | 75     | 3e     | 65     | -       | -       |
| 1972             | 1972             | 1re     | 269     | 1re      | 125      | 1re    | 115    | 9e     | 29     | -       | -       |
| 1973             | 1973             | 1re     | 297     | 1re      | 125      | 2e     | 94     | 18e    | 6      | -       | -       |
| 1974             | 1974             | 1re     | 268     | 1re      | 120      | 7e     | 35     | 5e     | 41     | -       | -       |
| 1975             | 1975             | 1re     | 305     | 1re      | 105      | 1re    | 125    | 4e     | 79     | -       | -       |
| 1977             | 1977             | 2e      | 246     | 2e       | 110      | 3e     | 60     | 11e    | 27     | -       | -       |
| 1978             | 1978             | 2e      | 147     | 1re      | 125      | 5e     | 60     | 8e     | 19     | -       | -       |
| 1979             | 1979             | 1re     | 243     | 1re      | 125      | 12e    | 41     | 2e     | 87     | -       | -       |
| 1980             | 1980             | 2e      | 259     | 2e       | 100      | 7e     | 44     | 3e     | 83     | 2e      | 80      |

#### Détail des victoires
| Édition / Épreuve | Descente                                                                     | Géant                                       | Slalom                | Combiné                      | Total |
| 1970              | –                                                                            | Maribor                                     | –                     | –                            | 1     |
| 1971              | Sugarloaf (x2)                                                               | Abetone (x2) Aare                           | Maribor Saint-Gervais | –                            | 7     |
| 1972              | Saint-Moritz Sestrières Bad Gastein Grindelwald Crystal Mountain             | Saint-Gervais Banff Heavenly Valley         | –                     | –                            | 8     |
| 1973              | Val-d'Isère Saalbach Pfronten (x2) Grindelwald Chamonix Schruns Saint-Moritz | Saalbach Saint-Gervais Mont Sainte-Anne     | –                     | –                            | 11    |
| 1974              | Val-d'Isère Zell am See Pfronten Bad Gastein                                 | –                                           | –                     | –                            | 4     |
| 1975              | Cortina d'Ampezzo Grindelwald                                                | Val-d'Isère Grindelwald (x2) Sarajevo Naeba | –                     | Grindelwald Schruns Chamonix | 10    |
| 1977              | Cortina d'Ampezzo Pfronten Garmisch-Partenkirchen                            | –                                           | –                     | Cortina d'Ampezzo            | 4     |
| 1978              | Pfronten (x2) Les Diablerets Bad Kleinkirchheim (x2)                         | Arosa                                       | –                     | –                            | 6     |
| 1979              | Piancavallo Val-d'Isère Les Diablerets Meiringen Schruns Lake Placid         | –                                           | –                     | Meiringen Schruns            | 8     |
| 1980              | Pfronten                                                                     | –                                           | Piancavallo           | Arosa                        | 3     |
| Total             | 36                                                                           | 16                                          | 3                     | 7                            | 62    |

### Arlberg-Kandahar
- K de diamant
- Vainqueur du Kandahar 1973 à Chamonix et 1975 à Chamonix/Saint-Gervais
  - Vainqueur des descentes 1971 à Sugarloaf, 1971-72 à Sestrières et 1973 à Chamonix